# Darren Dalton

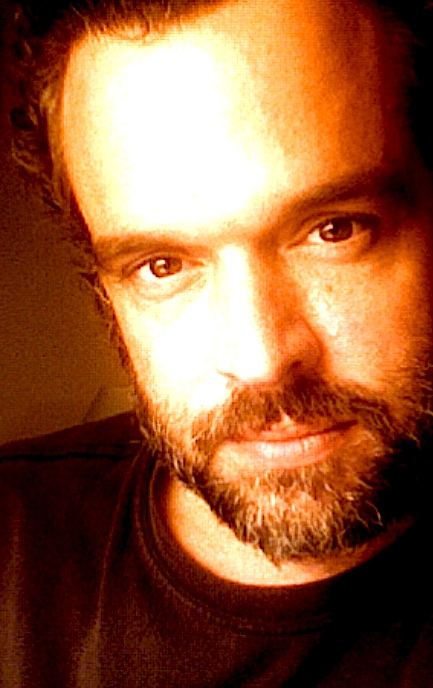
Darren Dalton

Darren Jack Dalton (* 9. Februar 1965 in Powell, Wyoming) ist ein US-amerikanischer Schauspieler und Drehbuchautor.
Seine Filmdebüt machte Dalton im Jahr 1983 in der Rolle des Randy Anderson im Teenager-Film Die Outsider unter Regie von Francis Ford Coppola. Im darauffolgenden Jahr hatte er eine größere Nebenrolle in dem Kriegsfilm Die rote Flut, wie bereits in Die Outsider spielte er dabei an der Seite von Patrick Swayze und C. Thomas Howell. 1985 wirkte er an der kurzlebigen Fernsehserie The Best Times in einer der Hauptrollen mit, in der folgenden Zeit hatte er auch Gastrollen in vielen bekannten US-Fernsehen. Seit den 1990er-Jahren wirkt er hauptsächlich an B-Movies und Independentfilmen mit.
Dalton betätigt sich seit den 1990er-Jahren auch als Drehbuchautor an mehreren Film- und Fernsehprojekten. In dieser Funktion wirkte er unter anderem 2008 am Kinofilm Der Tag an dem die Erde stillstand 2 – Angriff der Roboter mit, in dem er zudem eine Nebenrolle übernahm.

## Filmografie
- 1983: Die Outsider (The Outsiders hi)
- 1984: Joy of Sex
- 1984: Die rote Flut (Red Dawn)
- 1985: The Best Times (Fernsehserie, 6 Folgen)
- 1986: Ein Engel auf Erden (Highway to Heaven, Fernsehserie, Folge 2x24)
- 1986: Young Streetfighters (Brotherhood of Justice, Fernsehfilm)
- 1986: Soul Man
- 1987: Fame – Der Weg zum Ruhm (Fame, Fernsehserie, Folge 6x13)
- 1987: Cagney & Lacey (Fernsehserie, Folge 6x14)
- 1987: Daddy (Fernsehfilm)
- 1988: Freddy’s Nightmares (Fernsehserie, Folge 1x04)
- 1989: Dancing in the Forest (Jungle Love)
- 1989: CBS Summer Playhouse (Fernsehserie, Folge 3x07)
- 1989: Alien Nation (Fernsehserie, Folge 1x10)
- 1990: Zurück in die Vergangenheit (Quantum Leap, Fernsehserie, Folge 2x12)
- 1990: Montana (Fernsehfilm)
- 1992: To Protect and Serve
- 1993: Dr. Quinn – Ärztin aus Leidenschaft (Dr. Quinn, Medicine Woman, Fernsehserie, Folge 1x10)
- 1993: Victim of Love: The Shannon Mohr Story (Fernsehfilm)
- 1994: Scanner Cop
- 1995: Im Netz der Verführung (Hourglass)
- 1996: Die Wölfe (The Wolves)
- 1996: Pure Danger
- 1997: The Big Fall
- 1997: Sleeping Dogs
- 2007: The Stolen Moments of September
- 2008: Darkroom
- 2008: Krieg der Welten 2 – Die nächste Angriffswelle (War of the Worlds 2: The Next Wave)
- 2008: Der Tag an dem die Erde stillstand 2 – Angriff der Roboter (The Day the Earth Stopped) (auch Drehbuchautor)
- 2009: Folter im Frauengefängnis (The Jailhouse)
- 2009: The Land That Time Forgot
- 2009: Vault of Darkness
- 2009: Children of the Hunt
- 2010: The Auctioneers
- 2012: The Cottage